# Conopophage à ventre noir
Conopophaga melanogaster
Espèce
Statut de conservation UICN

 LC  : Préoccupation mineure
Le Conopophage à ventre noir (Conopophaga melanogaster) est une espèce de passereaux appartenant à la famille des Conopophagidae.

## Répartition
On le trouve dans le sud du bassin de l'Amazone au Brésil et au nord-ouest de la Bolivie.

## Habitat
Il vit dans les forêts humides tropicales et subtropicales en plaine.